# Something Else (álbum de The Cranberries)
Something Else é o sétimo álbum de estúdio da banda irlandesa de rock alternativo The Cranberries. Foi lançado em 28 de abril de 2017, através da BMG. Foi o último álbum da banda lançado durante a vida da vocalista Dolores O'Riordan, falecida em 15 de janeiro de 2018.
O álbum apresenta versões acústicas e de orquestras de dez singles lançados anteriormente pela banda e três canções novas. Foi gravado com a Irish Chamber Orchestra da Universidade de Limerick, na Irlanda.

## Faixas
| N.º            | Título                                  | Compositor(es)               | Duração |  |
| 1.             | "Linger" (versão acústica)              | Dolores O'Riordan Noel Hogan | 4:55    |  |
| 2.             | "The Glory"                             | O'Riordan Hogan              | 5:14    |  |
| 3.             | "Dreams" (versão acústica)              | O'Riordan Hogan              | 4:24    |  |
| 4.             | "When You're Gone" (versão acústica)    | O'Riordan                    | 4:10    |  |
| 5.             | "Zombie" (versão acústica)              | O'Riordan                    | 4:01    |  |
| 6.             | "Ridiculous Thoughts" (versão acústica) | O'Riordan Hogan              | 3:07    |  |
| 7.             | "Rupture"                               | O'Riordan                    | 4:16    |  |
| 8.             | "Ode to My Family" (versão acústica)    | O'Riordan Hogan              | 4:43    |  |
| 9.             | "Free to Decide" (versão acústica)      | O'Riordan                    | 3:17    |  |
| 10.            | "Just My Imagination" (versão acústica) | O'Riordan Hogan              | 4:02    |  |
| 11.            | "Animal Instinct" (versão acústica)     | O'Riordan Hogan              | 3:39    |  |
| 12.            | "You & Me" (versão acústica)            | O'Riordan Hogan              | 3:33    |  |
| 13.            | "Why"                                   | O'Riordan                    | 5:01    |  |
| Duração total: | Duração total:                          | Duração total:               | 54:22   |  |

## Desempenho nas tabelas musicais
| Tabela musical (2017)                         | Melhor posição |
| --------------------------------------------- | -------------- |
| Alemanha (Offizielle Deutsche Charts)         | 60             |
| Bélgica (Ultratop Valônia)                    | 29             |
| Bélgica (Ultratop Flandres)                   | 98             |
| Canadá (Billboard)                            | 96             |
| República Tcheca (ČNS IFPI)                   | 24             |
| Escócia (Official Scottish Albums)            | 12             |
| Espanha (PROMUSICAE)                          | 45             |
| Estados Unidos (Billboard Independent Albums) | 5              |
| França (SNEP)                                 | 27             |
| Irlanda (IRMA)                                | 17             |
| Itália (FIMI)                                 | 9              |
| Nova Zelândia (RMNZ)                          | 8              |
| Reino Unido (Official Albums Chart)           | 18             |
| Suíça (Schweizer Hitparade)                   | 43             |

## Histórico de lançamento
| Região | Data                | Formato(s)             | Gravadora | Ref.          |
| ------ | ------------------- | ---------------------- | --------- | ------------- |
| Mundo  | 28 de abril de 2017 | CD LP Download digital | BMG       | [ 20 ] [ 21 ] |